# System of National Accounts
Das System of National Accounts (dt. „System der Volkswirtschaftlichen Gesamtrechnungen“, kurz SNA) ist eine erstmals 1953 veröffentlichte internationale Norm zur Erstellung Volkswirtschaftlicher Gesamtrechnungen. Nach kleineren Änderungen in den Jahren 1960 und 1964 wurden 1968, 1993 und 2008 Neufassungen des Dokuments erarbeitet.
Ursprünglich wurde die Norm unter der Bezeichnung United Nations System of National Accounts von den Vereinten Nationen herausgegeben. In der neuesten Fassung hat das SNA fünf Herausgeber, nämlich Europäische Kommission, Internationaler Währungsfonds, OECD, UNO und Weltbank. Das Europäische System Volkswirtschaftlicher Gesamtrechnungen (ESVG) baut auf dem SNA auf und stimmt weitgehend damit überein.

## Zweck und Bedeutung
Durch das SNA wird die Berechnung volkswirtschaftlicher Kenngrößen wie Bruttonationaleinkommen oder Bruttoinlandsprodukt international vereinheitlicht. Die wirtschaftliche Bedeutung dieser Standardisierung ergibt sich daraus, dass Zahlungen im Rahmen der Entwicklungszusammenarbeit und Zahlungen innerhalb der Europäischen Union an die Höhe des Bruttonationaleinkommens anknüpfen.